# Manfred Stöckler
Manfred Stöckler (* 23. Juni 1951 in Mannheim) ist ein deutscher Philosoph und Wissenschaftstheoretiker. Seine Forschungsschwerpunkte liegen in der Philosophie der Physik, insbesondere der Quantenmechanik, in Naturphilosophie und in aktuellen Grundfragen der Wissenschaftstheorie. Von 1991 bis 2017 war er Professor für Philosophie an der Universität Bremen.

## Werdegang
Das Studium der Physik und Philosophie an den Universitäten Heidelberg und Gießen absolvierte Stöckler mit einem Diplom in Physik. In Gießen, wo er bis 1984 wissenschaftlicher Mitarbeiter des Zentrums für Philosophie und Grundlagen der Wissenschaft war, wurde er 1981 unter Betreuung von Bernulf Kanitscheider zu den philosophischen und wissenschaftshistorischen Ursprüngen der relativistischen Quantenmechanik promoviert. Nach Anstellung am philosophischen Seminar der Universität Heidelberg bei Erhard Scheibe und nach weiteren Lehraufträgen in Innsbruck, Karlsruhe und Marburg erlangte Stöckler 1988 die Habilitation im Fachbereich Physik der Universität Gießen für das Fachgebiet Philosophie der Naturwissenschaft mit einer Arbeit über philosophische Probleme der Elementarteilchenphysik.
Ab 1991 bis zu seinem Ruhestand 2017 hatte Stöckler an der Universität Bremen den damals neu errichteten Lehrstuhl für Theoretische Philosophie und Philosophie der Naturwissenschaften inne.
Seit 2009 ist Stöckler Mitglied der Akademie der Wissenschaften in Hamburg.

## Schwerpunkte und Positionen
Kennzeichnend für Manfred Stöcklers Schriften ist ein Gesamtblick auf die aktuellen Grundlagen der Physik, von denen aus seine philosophischen Problemstellungen und Interpretationen ansetzen. Seit Beginn seiner Forschung in den späten 1970er Jahren umfassen diese vor allem den Zusammenhang zwischen Relativitätstheorie und der Theorie von atomaren quantenhaften Objekten.
Programmatisch für die Wissenschaftsphilosophie entwickelt Stöckler hierbei das Offenlegen von vielseitigen Darstellungen wissenschaftlicher Theorien und verborgener Zwischenrelationen anhand von wissenschaftshistorisch bedeutenden Fallbeispielen.

„So wird es eine Aufgabe der Wissenschaftstheorie, die undiskutierten Voraussetzungen und stillschweigend befolgten Regeln wissenschaftlicher Forschung zu Bewusstsein zu bringen und einer rationalen Kontrolle zugänglich zu machen.“

Dafür sind nicht nur die formalen mathematischen Voraussetzungen, sondern auch die ontologischen, methodologischen und historischen Ansätze zu rekonstruieren, um die Bedeutungsebenen der Theorieelemente besser zu erfassen. Beispielhaft gelingt es Stöckler auf seinem Spezialgebiet der Quantenmechanik, hintergründige Voraussetzungen der Dirac-Gleichung, der Bellschen Ungleichung, sowie der Planckschen Strahlungsformel auszuzeichnen.
Im Einklang zur eben genannten These der semantischen Vielfalt physikalischer Grundelemente führt Stöckler auf dem Gebiet der Quantenmechanik vor, wie das Gegenüberstellen von mehreren Deduktionen und Positionen zu einer kognitiven Vereinheitlichung führen kann. Das Interpretieren der Grundelemente sowie das Offenlegen von Brückenrelationen zwischen Theorien trägt zum Verstehen und damit zum besseren Erklären bei. Im semantischen Präzisieren von Theorieelementen behalten formallogische Instrumente in der Wissenschaftsphilosophie ihre Berechtigung.
Ebenso entspricht diese Position Stöcklers eigenem intensivem Bemühen, die Quantenmechanik als z. T. unanschaulich bleibende Theorie umfassend zu didaktisieren.
Stöckler schließt sich der gängigen Auffassung an, dass die Grundelemente der physischen Welt durch die Wissenschaft heute vollständig bezeichnet sind, wenn auch aus erkenntnistheoretischen Gründen niemals auszuschließen ist, dass vielleicht neue oder alternative Prinzipien der Physik entdeckt werden. Aus Sicht der physikalischen Grundlagen existiert heute ein geschlossenes Wissenschaftsbild von der Welt.
Wissenschaftlicher Fortschritt bestehe heute entsprechend in der methodologischen Kompetenzzunahme und zielgerichteten Problemlösekapazität, weniger im Erreichen letztgültiger empirischer Belege für die fundamentalen Theorien.
Stöckler spricht sich für einen gemäßigten Reduktionismus und Realismus hinsichtlich der Beschreibung der physischen Welt durch wissenschaftliche Theorien aus. Komplexere höherschichtige Wissensgebiete stehen gleichberechtigt und eigenständig auf ontologisch fundamentalen Gebieten der Physik. Von den Formalismen der Physik gehen die materiellen Gesetze aus. Ein Wissenschaftsgebiet von höherer Komplexität könne daher im Umkehrschluss nicht allein aus strukturellen, gebietsübergreifenden Gesetzen bestehen.

## Werke (Auswahl)

### Monographien und Sammelbände
- Philosophische Probleme der relativistischen Quantenmechanik. Duncker und Humblot, Berlin 1984 (2020 neu herausgegeben).
- Der Riese, das Wasser und die Flucht der Galaxien. Geschichten vom Anfang und Ende der Welt. Hrsg. von Manfred Stöckler. Keip, Frankfurt am Main 1990.
- Zwischen traditioneller und moderner Logik – Nichtklassische Ansätze. Hrsg. von W. Stelzner und M. Stöckler. Mentis, Paderborn 2001.
- Wissenschaftstheorie – ein Studienbuch. Hrsg. von A. Bartels und M. Stöckler. Mentis, Paderborn 2007.
- C. Friebe, M. Kuhlmann, H. Lyre, P. Näger, O. Passon, M. Stöckler: Philosophie der Quantenphysik. Springer, Berlin/Heidelberg 2015 (2. Auflage 2018). Englische Ausgabe: The Philosophy of Quantum Physics. Basel 2018.

### Artikel
Es handelt sich um über 150 Einzelbeiträge (Stand: September 2023). Die hier angegebene Auswahl kann nur als kleine Übersicht einzelner behandelter Themenbereiche dienen.
- (1986a) Deduktionen und Interpretationen. Erklärungen der Planckschen Strahlungsformel in physikinterner, wissenschaftstheoretischer und didaktischer Perspektive. In: W. Kuhn (Hrsg.): Frühjahrstagung 1986, DPG – FA Didaktik der Physik. S. 13–51 (gemeinsam mit Wilfried Kuhn).
- (1986b) Philosophen in der Mikrowelt – ratlos? Zum gegenwärtigen Stand des Grundlagenstreits in der Quantenmechanik. In: Zeitschrift für allgemeine Wissenschaftstheorie. XVII/1, März 1986, S. 68–95, doi:10.1007/BF01801117.
- (1988) Individualität, Identität, Ununterscheidbarkeit. Überlegungen zum Gegenstandsbegriff in der Quantenfeldtheorie. In: Conceptus. Band 58, S. 5–29.
- (1992) Plädoyer für einen pragmatisch eingeschränkten Reduktionismus. In: W. Deppert u. a. (Hrsg.): Wissenschaftstheorien in der Medizin. De Gruyter, Berlin, S. 157–182.
- (1994) Theoretische Modelle. Beispiele zum Verhältnis von Theorie, Modell und Realität in der Physik des 20. Jahrhunderts. In: H. J. Sandkühler (Hrsg.): Theorien, Modelle und Tatsachen. Frankfurt am Main, S. 45–60.
- (2000a/1996) Why unify? Bemerkungen zur Einheit der Physik. In B. Küppers (Hrsg.): Die Einheit der Wirklichkeit. Fink, München 2000, S. 166–183. Eine erste Fassung auch in: H.-J. Sandkühler (Hrsg.): Einheit des Wissens. Zur Debatte über Monismus, Dualismus und Pluralismus (= Zentrum Philosophische Grundlagen der Wissenschaften. Band 17). Univ.-Buchhandlung, Bremen 1996, S. 101–121.
- (2000b) Strukturgesetze und materiale Gesetz. In: Philosophia naturalis. 37/2 (Sonderdruck: Was sind und warum gelten Naturgesetze? Hrsg. von P. Mittelstaedt. G. Vollmer) S. 287–302.
- (2003a) Naturwissenschaften und Bildung. In: Pädagogische Rundschau. 57/6, S. 667–679.
- (2003b) Über die vielen Formen des Realismus. In: H. Reuter, B. Breckling, A. Mittwollen (Hrsg.): Gene, Bits und Ökosysteme. Lang, Frankfurt am Main. S. 235–245.
- (2007) Philosophische Probleme der Quantenmechanik. In: A. Bartels, M. Stöckler: Wissenschaftstheorie – ein Studienbuch. Paderborn 2007, S. 245–263.
- (2012) Demokrits Erben. Der Atomismus zwischen Philosophie und Physik. In: M. Esfeld (Hrsg.): Philosophie der Physik (= Suhrkamp Taschenbuch Wissenschaft. Band 2033). Frankfurt am Main, S. 137–157.
- (2017a) Logik in der Physik – Warum sich ihre Rolle beim Übergang zur Quantentheorie nicht geändert hat. In: P. Klimczak, Th. Zoglauer (Hrsg.): Logik in den Wissenschaften. Mentis, Paderborn, S. 318–338.
- (2017b) The Milky Way's Supermassive Black Hole: How good a case is it? A Challenge for Astrophysics & Philosophy of Science. In: Foundations of Physics. 47, S. 157–182 (zusammen mit A. Eckart, A. Hüttemann, C. Kiefer et al.). Prescript: arxiv:1703.09118.
- (2019) Karl Popper, Albert Einstein und die Quantenmechanik. In: G. Franco (Hrsg.): Handbuch Karl Popper. Springer, Wiesbaden 2019, S. 155–175, doi:10.1007/978-3-658-16242-9_21-1.
- (2023a) Fortschritte im Wissen und Fortschritt durch empirische Wissenschaften. In K. H. Hoffmann, N. Korber (Hrsg.): Fortschritt. Alber, Baden-Baden 2023, S. 12–39.
- (2023b) Revolution mit Hindernissen. Der steinige Weg von der neuen Physik zu einem neuen Weltbild. In H. Fink, M. Kuhlmann (Hrsg.): Unbestimmt und relativ? - Das Weltbild der modernen Physik. Springer, Berlin 2023, S. 15–50
- (2023c) Paradoxien der Zeit. Das Zwillingsparadox. In: Alexander Max Bauer, Gregor Damschen und Mark Siebel (Hrsg.): Paradoxien. Grenzdenken und Denkgrenzen von A(llwissen) bis Z(eit). mentis, Paderborn 2023, S. 125–145, doi:10.30965/9783969752517_007.